# Miasto 44
Miasto 44 (Nederlands: Stad 44) (Engelse titel: Warsaw 44) is een Poolse oorlogsfilm uit 2014, geschreven en geregisseerd door Jan Komasa. De film toont de Opstand van Warschau in 1944 tijdens de Duitse bezetting van Polen.

## Verhaal
In de zomer van 1944 rukte het Rode Leger vanuit het oosten op richting Warschau. Het Poolse ondergrondse leger ziet dit als een kans om in opstand te komen tegen de Duitse bezetter. De ondergrondse strijder Stefan neemt deel aan de gewapende opstand. Hij houdt van de verpleegster Ala, maar voelt zich ook aangetrokken tot de ondergrondse strijder Kama. Wanneer de opstand bloedig wordt onderdrukt en de stad volledig wordt verwoest, worden beide vrouwen vermoord. Stefan kan ontsnappen naar een riviereiland in de Vistula, waar hij Ala ooit leerde zwemmen. Hierin ziet hij blijkbaar ook Ala, maar in het laatste shot van de film zit hij alleen op het eiland.

## Rolverdeling
| Acteur             | Personage                |
| ------------------ | ------------------------ |
| Józef Pawłowski    | Stefan Zawadzki          |
| Zofia Wichłacz     | Biedronka (Alicja Saska) |
| Anna Próchniak     | Kama (Kamila Jedrusik)   |
| Antoni Królikowski | Beksa                    |
| Maurycy Popiel     | Góral                    |
| Filip Gurłacz      | Rogal                    |

## Productie
De voorbereidingen voor de film duurden bijna acht jaar en informatie over het project verscheen twee jaar later voor het eerst. De makers, die acteurs wilden casten die voorheen onbekend waren bij het bredere publiek, organiseerden van december 2012 tot maart 2013 een aantal castings in Suwałki, Białystok, Lublin, Krakau, Wrocław en Warschau. Bijna 7.000 mensen meldden zich aan voor de castings. De opnames voor de film begonnen op 11 mei 2013 in Warschau en eindigde op 21 augustus 2013.
De productie was bedoeld als de eerste speelfilm sinds Kanał die volledig aan het onderwerp van de Opstand van Warschau was gewijd, geregisseerd door Andrzej Wajda. Ongeveer 3.000 figuranten namen deel aan het maken van de film. Vóór de productie raadpleegden de makers van de film het script met veteranen van de Opstand van Warschau.

## Release
De film ging in première op 30 juli 2014 in het Nationaal Stadion in Warschau voor een publiek van 15.000 mensen op 's werelds grootste scherm geïmporteerd uit de Verenigde Staten. De film verscheen op 19 september 2014 in de Poolse bioscopen.